# Paralligator

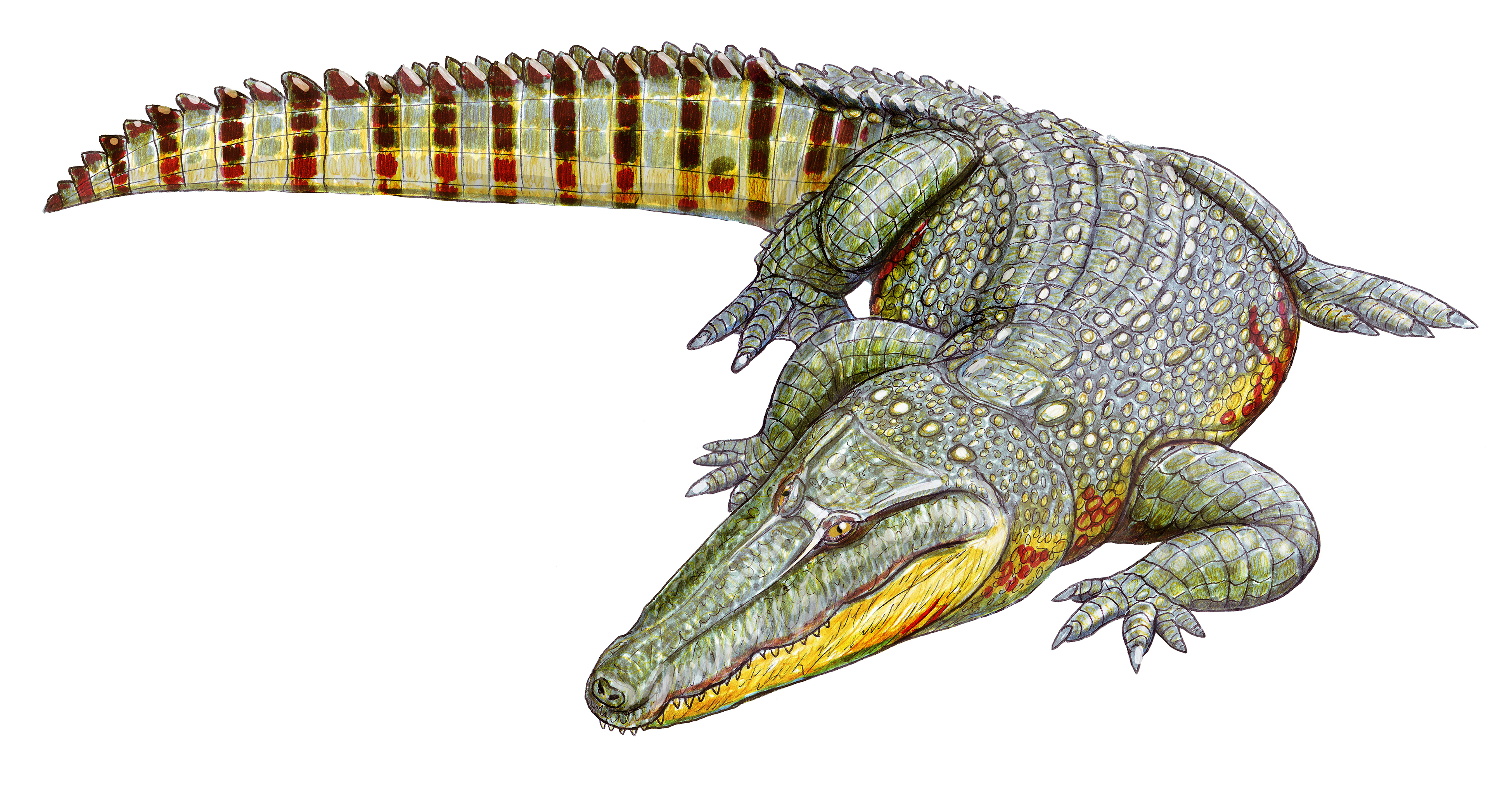
Recreación de un Paralligator gradilifrons

Paralligator es un género extinto de crocodilomorfo neosuquio paraligatórido, que vivió durante el Cretácico Superior, en el desierto de Gobi en Mongolia.. Se reconocen dos especies, Paralligator gradilifrons y P. major.
"Paralligator" sungaricus, descrito de sedimentos del Cretácico Inferior de Formación Nenjiang de la Provincia Jilin, en China, con base en restos postcraneales consistentes en algunas vértebras presacrales, osteodermos dorsales, un fémur izquierdo parcial  y la parte proximal de una tibia y peroné izquierdos. Sin embargo, el material tipo es demasiado fragmentario es considerado diagnóstico, y se considera a esa especie como un nomen dubium.

## Paleobiología
Paralligator probablemente habría tenido que elevar su cabeza por completo del agua para poder salir a respirar. Ya que su morfología craneana no indica que fuera un depredador de emboscada, ha llevado a considerar la idea de una dieta basada en invertebrados acuáticos. Sus dientes estaban adaptados para triturar bivalvos, gastrópodos y otros animales con concha o exoesqueleto.